# Blinky Bill kalandjai (film)
A Blinky Bill kalandjai, vagy Koala kalandok (eredeti cím: Blinky Bill) 1992-ben bemutatott ausztrál rajzfilm, amelyet Yoram Gross rendezett. A Blinky Bill kalandjai című sorozat történetének előzményeit mutatja be.
Ausztráliában 1992. szeptember 17-én, Amerikában 1992. szeptember 24-én mutatták be a mozikban, Magyarországon 1996 novemberében adták ki VHS formátumban.

## Cselekmény
Blinky Bill, egy rosszalkodós koalamaci. Egy napon a favágók ki akarják vágni erdőjüket és kedvenc eukaliptusz fáikat. De Blinky Bill és barátai szembeszállnak a favágókkal, hogy megvédjék erdőjüket. Nem hagyják, hogy tovább rombolják lakhelyüket. Blinky Bill néhány társát befogják az emberek, de a többiekkel kiszabadítják, elfogott társaikat. Blinky Billnek szüksége van a barátai segítségére is. Végül megmentik épségben erdőjüket. Azóta boldogan élnek az erdőben. Egy dingó család is a városukba költözik, akik eleinte barátságtalanok a lakókkal, de későbbiekben megbarátkoznak velük. Blinky Bill az idők folyamán egyre több barátot talál magának.

## Szereplők
| Szereplő             | Eredeti hang | Magyar hang            | Leírás                                         |
| -------------------- | ------------ | ---------------------- | ---------------------------------------------- |
| Blinky Bill          | Robyn Moore  | Bolba Tamás            | a rosszcsont fiúkoala, megmenti az erdőt.      |
| Mogyorócska          | Robyn Moore  | Fehér Anna             | az aranyos lánykoala, Blinky barátnője.        |
| Pukkancs             | Robyn Moore  | Vándor Éva             | az erszényes egér.                             |
| Hápi                 | Keith Scott  | Józsa Imre             | a kacsacsőrű emlős.                            |
| Lakli                | Keith Scott  | Csuja Imre             | a nagy növésű kenguru.                         |
| Harry                | Keith Scott  | Konrád Antal           | Az egyik favágó, Kleo apja, Flo férje.         |
| Joe                  | Keith Scott  | Sinkovits-Vitay András | A másik favágó, a család barátja.              |
| Jacko                | Keith Scott  | F. Nagy Zoltán         | A kacagójancsi fiú.                            |
| Hódapó               | Ross Higgins | Szabó Ottó             | az öreg vombat.                                |
| Pelikán polgármester | Ross Higgins | Dobránszky Zoltán      | a pelikán, aki az erdőben hozza a döntéseket.  |
| Szarkanéni           | Robyn Moore  | Borbás Gabi            | a szarka, aki a tanárnő.                       |
| Békamama             | Robyn Moore  | Borbás Gabi            |                                                |
| Koalamama            | Robyn Moore  | Szabó Éva              | Blinky édesanyja.                              |
| Kleo                 | Robyn Moore  | Mánya Zsófi            | embergyerek, aki megbarátkozik Mogyorócskával. |
| Flo                  | Robyn Moore  | Némedi Mari            | Harry felesége, Kleo anyja.                    |
| Glennys Pym asszony  | Robyn Moore  | Kassai Ilona           | fiatal asszony, nagyon fél a koaláktól.        |

## Televíziós megjelenések
Satelit TV, M1 